# Labatut-Figuières
 Labatut-Figuières  es una población y comuna francesa, en la región de Aquitania, departamento de Pirineos Atlánticos, en el distrito de Pau y cantón de Montaner.

## Historia
La comuna se denominó Labatut hasta el 31 de diciembre de 2021.

## Demografía
| 153 | 143 | 141 | 148 | 153 | 144 |
| Para los censos de 1962 a 1999 la población legal corresponde a la población sin duplicidades (Fuente: INSEE [Consultar]) |     |     |     |     |     |